# Association sportive Nianan
Maillots
L'Association Sportive Nianan est un club malien de football basé à Koulikoro.

## Histoire
Fondé en 1979 par la fusion entre trois clubs de la ville de Koulikoro (Dioba, Société sportive de Koulikoro et Soundiata FC), le club a un palmarès vierge au plus haut niveau. Il a atteint à trois reprises la finale de la Coupe du Mali, en 1994, 1999 et 2004. 
Les épopées continentales sont assez brèves, avec pour meilleure performance un huitième de finale atteint à deux reprises; une première fois lors de la Coupe de la CAF 1994, perdu aux tirs au but face aux Tunisiens de la JS Kairouan. L'année suivante, AS Nianan est de nouveau éliminé à ce stade de la compétition en Coupe des Coupes 1995 par le club nigérian de Julius Berger, futur finaliste de l'épreuve.

## Palmarès
- Coupe du Mali :
  - Finaliste : 1994, 1999 et 2004